# بابلو رودريغيز (لاعب كرة قدم مكسيكي)
بابلو رودريغيز (بالإسبانية: Pablo Rodríguez)‏ (29 يونيو 1973 في المكسيك - ) هو لاعب كرة قدم مكسيكي في مركز الدفاع. لعب مع نادي أطلس ونادي باتشوكا ونادي بويبلا ونادي كوريكامينوس ‏.

## وصلات خارجية
- بابلو رودريغيز على موقع قاعدة بيانات كرة القدم.إي يو (الإنجليزية)
- بابلو رودريغيز على موقع قاعدة بيانات كرة القدم.إي يو (الإنجليزية)
- بابلو رودريغيز على موقع قاعدة بيانات كرة القدم.إي يو (الإنجليزية)
- بابلو رودريغيز على موقع قاعدة بيانات كرة القدم.إي يو (الإنجليزية)
- بابلو رودريغيز على موقع قاعدة بيانات كرة القدم.إي يو (الإنجليزية)
- بابلو رودريغيز على موقع قاعدة بيانات كرة القدم.إي يو (الإنجليزية)
- بابلو رودريغيز على موقع قاعدة بيانات كرة القدم.إي يو (الإنجليزية)
- بابلو رودريغيز على موقع قاعدة بيانات كرة القدم.إي يو (الإنجليزية)
- بابلو رودريغيز على موقع قاعدة بيانات كرة القدم.إي يو (الإنجليزية)